# 根岸吉太郎
根岸 吉太郎（ねぎし きちたろう、1950年8月24日 - ）は、日本の映画監督。東北芸術工科大学理事長。
東京都出身。東京都立駒場高等学校、早稲田大学第一文学部演劇学科卒業。

## 来歴
早稲田大学卒業後、1974年日活に入社。同期には池田敏春がいる。なおこの年はにっかつが映画制作再開に伴い10年ぶりに大学卒の新卒採用を再開した年でもあった。藤田敏八、曽根中生に師事。
- 1978年、映画『暴る!』（長谷部安春監督）で助監督を務め、同年の『オリオンの殺意より 情事の方程式』で監督デビュー。にっかつのロマンポルノ作品を10作近く監督した。
- ATGで製作した映画『遠雷』で第24回ブルーリボン賞監督賞と芸術選奨新人賞を獲得。
- 1982年、ディレクターズ・カンパニーの設立に参加。盟友・池田の『人魚伝説』をプロデュースする。
- 監督としても『探偵物語』『ウホッホ探険隊』『永遠の1/2』などの映画で評価を高めていった。
- 1990年代中ごろは映画製作から離れていた。この時期は、1993年から1999年にかけて中島みゆきの『夜会』の映像作品や中島の楽曲のプロモーション・ビデオの監督を務めるなど、映像監督としての活動が中心だった。1997年、同年代・盟友監督でもある原將人の『２０世紀ノスタルジア』に出演し映画デビュー作であった広末涼子の父親役を好演。その後、1998年の『絆 -きずな-』で5年ぶりに監督復帰する。
- 2005年に製作した『雪に願うこと』で、芸術選奨文部科学大臣賞、第18回東京国際映画祭の4部門受賞[2]をはじめ、同年度の映画賞を多数獲得。2009年の『ヴィヨンの妻 〜桜桃とタンポポ〜』では、モントリオール世界映画祭の最優秀監督賞を受賞した。2010年春、紫綬褒章受章[3]。

早稲田卒業時の論文は、野田高梧の脚本における時間経過などがテーマであり「映画監督志望なのになんで小津ではなく野田か」と、仲間内でも笑う者や不思議がる者が多かったという。

## 監督作品

### 映画
- オリオンの殺意より 情事の方程式（1978年）
- 女生徒（1979年）
- 濡れた週末（1979年）
- 暴行儀式（1980年）
- 朝はダメよ!（1980年）
- 女教師 汚れた放課後（1981年）
- 狂った果実（1981年）
- 遠雷（1981年）
- キャバレー日記（1982年）
- 俺っちのウエディング（1983年）
- 探偵物語（1983年）
- ひとひらの雪（1985年）
- ウホッホ探険隊（1986年）
- 永遠の1/2（1987年）
- 課長島耕作（1992年）
- 乳房（1993年）
- 絆 -きずな-（1998年）
- 透光の樹（2004年）
- 雪に願うこと（2005年）
- サイドカーに犬（2007年）
- ヴィヨンの妻 〜桜桃とタンポポ〜（2009年）
- ゆきてかへらぬ（2025年）

### その他
- CoCo
  - DoCo?! -胸騒ぎのHawaiian Kiss-（1992年）※プロモーション・ビデオ
- 中島みゆき
  - 夜会VOL.4 金環蝕（1993年）
  - 夜会VOL.6 シャングリラ（1995年）
  - 旅人のうた（1996年）※プロモーション・ビデオ
  - たかが愛（1996年）※プロモーション・ビデオ
  - 夜会VOL.7 2/2（1996年）
  - 夜会VOL.8 問う女（1997年）
  - 夜会VOL.10 海嘯（1999年）

## 出演
- 20世紀ノスタルジア（1997年）
- 照明熊谷学校（2004年）